# توني سينغلتون
توني سينغلتون (بالإنجليزية: Tony Singleton)‏ (30 مارس 1936 ببرستون في المملكة المتحدة - 29 فبراير 2008) هو لاعب كرة قدم بريطاني في مركز نصف الجناح. لعب مع بريستون نورث إيند ونيويورك جنرالز ‏.

## وصلات خارجية
- توني سينغلتون على موقع قاعدة بيانات كرة القدم.إي يو (الإنجليزية)